# Falcileptoneta aichiensis
Espèce
Falcileptoneta aichiensis est une espèce d'araignées aranéomorphes de la famille des Leptonetidae.

## Distribution
Cette espèce est endémique de Honshū au Japon. Elle se rencontre à Seto et à Toyota dans la préfecture d'Aichi et à Komono dans la préfecture de Mie.

## Description
Le mâle holotype mesure 1,76 mm et la femelle paratype 1,69 mm.

## Étymologie
Son nom d'espèce, composé de aichi et du suffixe latin -ensis, « qui vit dans, qui habite », lui a été donné en référence au lieu de sa découverte, la préfecture d'Aichi.

## Publication originale
- Irie & Ono, 2007 : Two new species of the genus Falcileptoneta (Arachnida, Araneae, Leptonetidae) collected from Chûbu District, Honshu, Japan. Bulletin of the National Museum of Nature and Science, Tokyo, sér. A, vol. 33, p. 175-180 (texte original).